# ハモンドオルガン

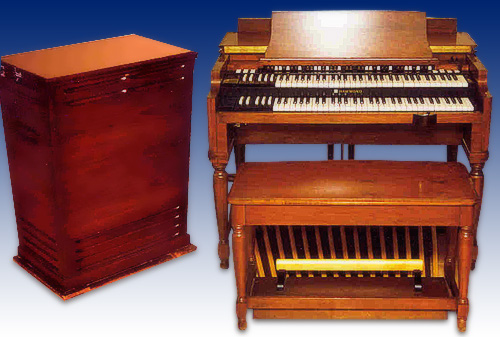
ハモンドB-3とレスリースピーカー

ハモンドオルガン（英: Hammond Organ）とは電気楽器の一種。
1934年にローレンス・ハモンドによって発明された。パイプオルガンのパイプの代わりに、トーンホイール（歯車状の磁性金属製の円盤）を回転させて、近接して設置された電磁ピックアップにより磁界変化の波を音源として出力する。このように生成された正弦波を基音または倍音として、パイプオルガンと同様にミックスして音を作り出す。
機種や演奏環境によって若干の差異はあるが、空気感に富む明朗な音色が特徴である。複雑な発音方式から生じる深みのあるサウンドを利して、ジャズやロックなど比較的現代的な音楽に導入している例も少なからず見受けられる。

## 歴史

トーンホイールの模式図

### 誕生
1930年代初頭、既に真空管を使ったシンプルな電子楽器が製品化されていたが、大規模で本格的な電子楽器はまだ研究途上にあり、真空管式電子オルガンの製品化には困難があった 。ローレンス・ハモンドは（もちろん当時としては）軽量かつ小型で、どこでも正確な音程で演奏出来るように、自身が開発した電気時計に採用した、電源周波数に同期した同期電動機（シンクロナス・モーター、synchronous AC motor）を用いてトーンホイールを回転させることにした。多数のトーンホイールは、多数の減速歯車によって同期回転させて各音程の周波数を発生させる。しかし整数比の歯車の作り出す音程は正確な十二平均律ではないため、合成音はコーラス効果で独特な音色となり、いわゆるハモンド・サウンドといわれるものとなる。
パイプを用いないこの楽器を人々は当初、「オルガン」とは認めなかったが、シカゴ大学のホールでパイプオルガンとハモンドオルガンを多くの人々の前でブラインドテストした結果、この楽器は「オルガンである」と認められたという。日本ではウィリアム・メレル・ヴォーリズが輸入代理店を開き、広く紹介したことにより普及した。

### 全盛期
1940年代ごろから、ハモンドオルガンを身近に感じて育った子どもたちがジャズなどのミュージシャンとなり、一部のジャズプレイヤーはピアノに代わる選択肢としてハモンドオルガンを演奏するようになった。ジャズオルガニストの中でもジミー・スミスはジャズの世界にとどまらない影響を与え続けることになる。
1950年代、ロックンロールなどの黒人音楽の影響が強い音楽が一世を風靡すると、ハモンドオルガンはこうした音楽にも導入されていった。エレクトリック・ギターなどの電気楽器が次々登場し、ますます大きくなるバンドの音量に負けまいと鍵盤奏者が必死になってピアノの鍵盤を強打していたこの時代、比較的簡単に大音量が得られ、ドラムキットや管楽器、エレクトリック・ギターに負けない攻撃的なトーンをも生み出せるハモンドオルガンは、一躍多くの鍵盤奏者たちに愛されることとなった。1960年代後半にはディープ・パープル、ザ・ナイス、ステッペンウルフといったロックバンドのオルガン奏者がギタリストと対等に渡り合う、もしくはギタリストの在籍しないロックバンドが次々と登場。クラシックの技法なども導入され、たくさんのヒットレコードにハモンドオルガンの音は記録された。

レスリー・スピーカー模式図

### サウンドの発展
ハモンドオルガン・カンパニーは専用アンプとしてPR-40などの専用トーンキャビネットを製造し、推奨していた。1940年代、オルガン奏者であったドン・レスリーという人物はパイプオルガンの響きが左右に動いて聴こえるのに気づき、回転する高音用ホーンと低音用ローターをもったスピーカーを開発する。「レスリー・スピーカー」の誕生である。ローレンス・ハモンドは生前、レスリー・スピーカーを認めることはなかったが、オルガニストたちはこぞってこのスピーカーを使い始める。瞬く間にハモンドオルガンとレスリー・スピーカーは殆どの場合セットで用いられることになり、現在ではレスリー・スピーカーはハモンドオルガンの個性の半分以上を担うと看做されるようになった。
ギターアンプなどに内蔵されたスプリング・リバーブユニットに衝撃を与えると爆発音や雷のような音が出ることが発見されてから、一部のロックオルガニストたちはより「ロックな」パフォーマンスを行うため、本来リバーブを内蔵しないB-3やC-3にユニットを組み込み、オルガンを揺らし、叩き付け、ドラムスティックなどで直接ユニットのバネを擦って攻撃的なノイズを発生させるようになった。また、一部のオルガニストはギターアンプを用いてオルガンサウンドを増幅することでギターへの憧憬を表したり、より攻撃的なトーンを作り出したりした。この代表選手はディープ・パープルのジョン・ロードであろう。

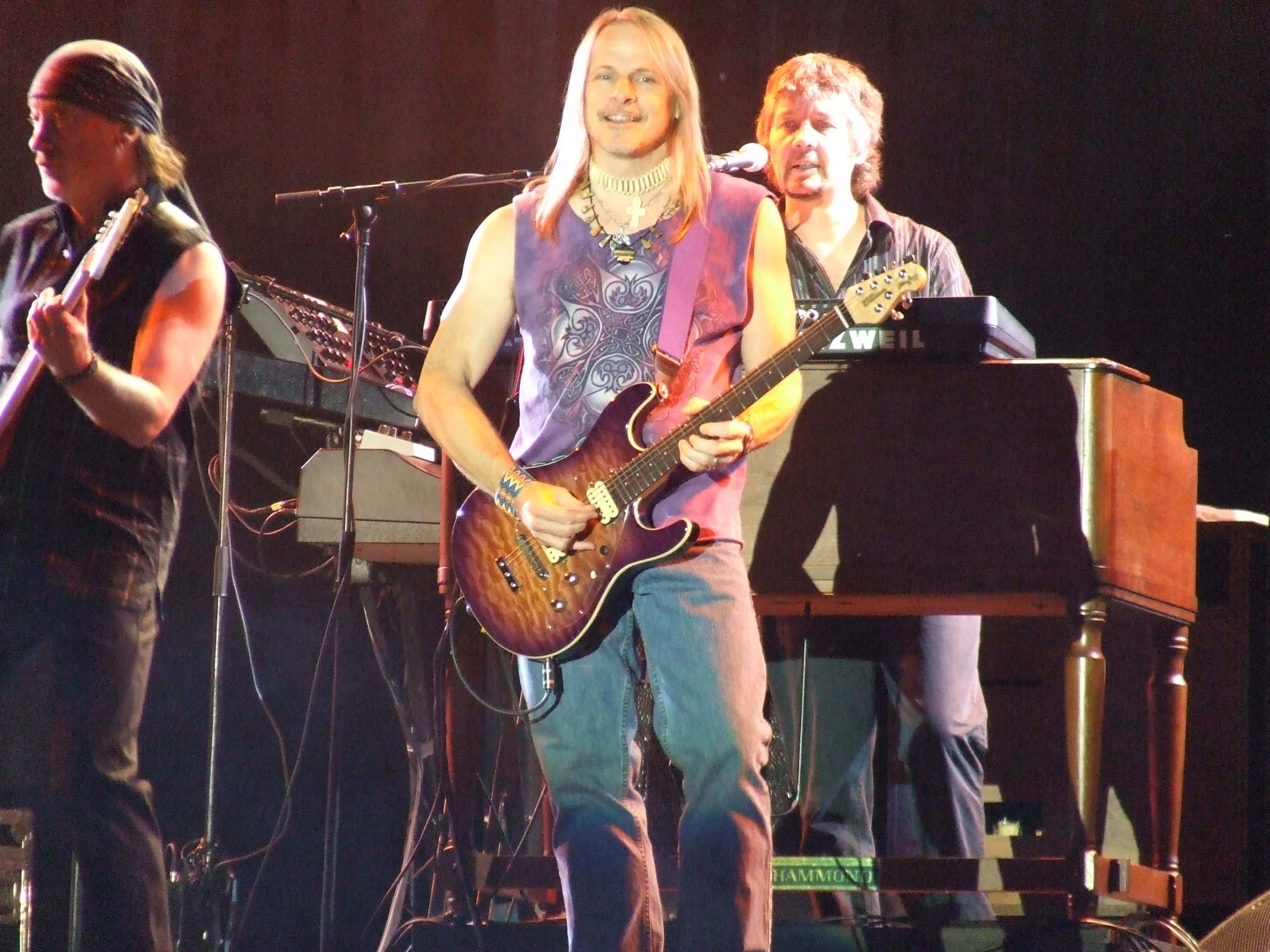
ディープ・パープル と B-3(後ろでドン・エイリーが演奏している)

ザ・ナイス～ELPのキース・エマーソンはジミ・ヘンドリックスなどの影響からフィードバック（ハウリング）やスプリング・リバーブの衝撃音、ナイフ（鍵盤の間に突き刺し、音を出たままの状態にする）まで利用し、オルガンに馬乗りになったり下敷きになったりして演奏するという強烈なパフォーマンスを行い、観客の目も耳も釘付けにした。ジョン・ロードはスプリングリバーブの衝撃音やリングモジュレーターを使って印象的なノイズを多用したことで有名である。また1969年から1972年までのディープ・パープルのいわゆる「第2期」にはレスリー・スピーカーを用いずにギターアンプ（マーシャル社のベースアンプ）を使用した。
1970年代後半には、元々レスリースピーカーを真似て作られたエフェクターであるフェイズシフターを、大きくかさばるレスリースピーカーの代用として使う奏者も現れた。フェイズシフターの音はレスリーとはまったく異なるものであったが、これも個性的なオルガンサウンドを生み出した。オルガンの機構を利用した特殊奏法も、様々なものが編み出されている。これについては「メカニズム」の項で例を挙げることとする。
ポピュラー音楽での使用頻度増加に伴い、1960年代初めごろにはトランジスタ回路でハモンドオルガンの音を模倣した「コンボオルガン」が多くのメーカーから発売されるようになった。代表的なものはヴォックス（VOX）社製とファルフィッサ（英語版）社製である。機構が比較的単純なためハモンドオルガンよりコンパクトで軽く、安価でもあったためアマチュアバンドに広く利用された後、ドアーズ、ビートルズ、アニマルズ、ピンク・フロイドなど、プロのバンドにもよく使われるようになり、1960年代後半のサイケデリック・ロックの特徴の一つともなった。音色自体はハモンドオルガンには全く似ていないチープなものであるが、これが独自の個性を確立し、現在まで評価されている。

### 衰退と再評価
大きく重くならざるを得ないトーンホイールシステムは、鍵盤楽器の小型化・軽量化の流れにやがて取り残された。1974年末に全てのトーンホイールオルガンの生産が終了し、電子回路による発振に置き換えられて、完全に電子化された。全盛期にはどんなヒット曲でも聴くことのできたハモンド・サウンドはやがて飽きられ、1970年代末から急速に発展していたシンセサイザーに取って代わられることになった。

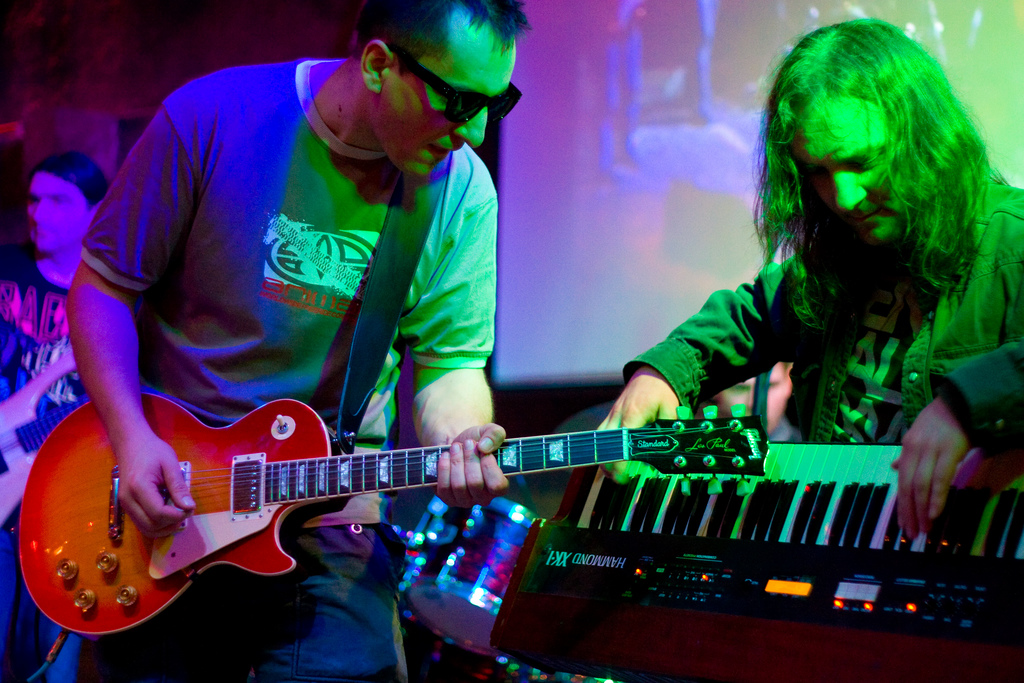
ハモンドスズキ XK-1

1986年末ハモンド・オルガンカンパニーの経営は緩やかに終息を迎えた。 修理部品と保守サービスは別会社に移行され 、商標その他はハモンド・オーストラリアに譲渡された 。 唯一の生産拠点となった日本ハモンドの権利関係は複雑化し、最終的に親会社 阪田商会は関連事業を鈴木楽器に譲渡した 。 鈴木楽器は1991年ハモンド、1992年レスリーをそれぞれ買収し、旧・日本ハモンドの流れを汲むトランジスタ発振方式の製品や、新しいサンプリング音を利用したハモンドオルガン、レスリー・スピーカーの生産を開始した 。シンセサイザーの音が飽きられ始め、古い電気・電子楽器の音が再評価されるようになった1990年代前後からは多くのメーカーでPCM音源や物理モデル音源を利用したオルガンが作られるようになる。現在ハモンドオルガンの商標を持っているハモンドスズキ（Hammond-Suzuki）の製品はビンテージのB-3のトーンホイール一つ一つからサンプリングした音を使用しており、他社のものは物理モデル音源を用いて再現しているものが多い。これらのオルガンは「クローンホイール（Clonewheel）」と呼ばれている。しかしながら、旧式のトーンホイールから生み出される深みのある太い音は、現在の技術で完全に代替出来ているとは言い難い。このため、今でもヴィンテージのハモンドオルガンを買い求める演奏家は多い。
また伝統的なトーンホイール・オルガンを再生産するメーカーも存在する（Pari.E Electromagnetic organ）。

## メカニズム

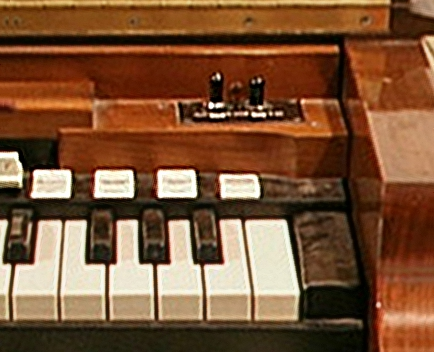
起動スイッチ

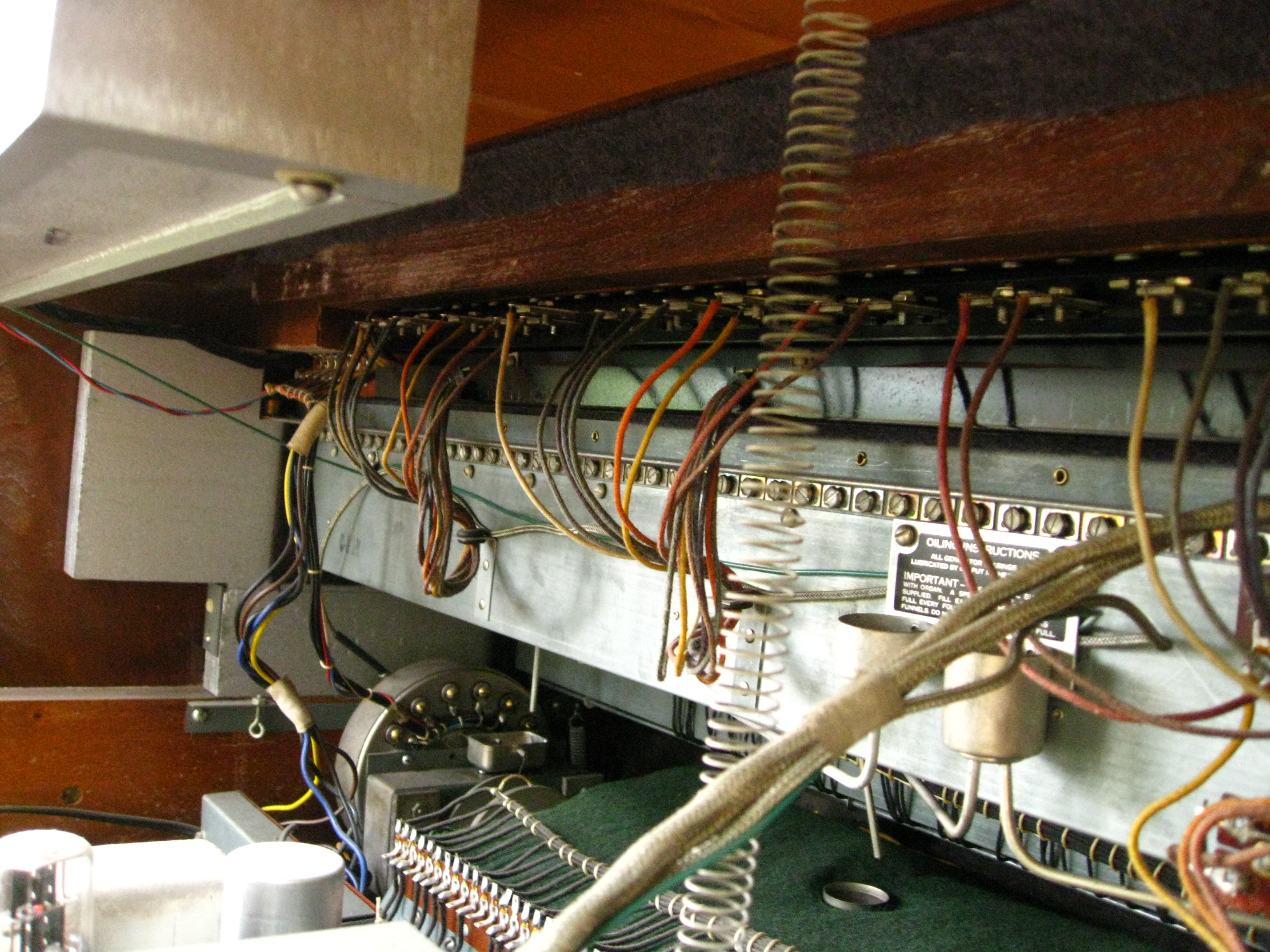
Hammond C-2 の内部
上から順に ドローバー/鍵盤/トーンジェネレータ/アンプ&電源部が並ぶ。右側の白い円筒2つが給油口。

### 2つの起動スイッチ
B-3の場合で91枚のトーンホイールを回転させるために要するトルクは大きいため、始動時にはより回転力のあるモーターを同時に動かす必要がある。このためオルガン本体には、自動車のセルモーターに相当するStartモーターを回す"Start"スイッチ（電源スイッチとStartモーターの始動スイッチを兼ねる）と、トーンホイールを一定速度で回すシンクロナス・モーター用の"Run"スイッチがある。演奏の準備のためには、まずStartスイッチを10秒近く押し上げ、モーター音が安定したところでRunスイッチを押し上げる。その後Startスイッチは指を離すと中央で止まり、プリアンプの真空管が暖まれば演奏が可能となる。
鍵盤を押しながらRunスイッチを切ると、トーンホイールが減速～停止する一方、プリアンプには電気が供給されているために発音を続けるので、音程のベンドダウンを行うことができる。完全に停止してしまうと、再び立ち上げ動作を行う必要があり、10秒以上演奏できなくなる。Startモーターを演奏中に回すことでベンドアップも可能である（Startモーターの回転数に依存するため、音程変化量は個体差がある）。1970年代にはロックバンドで頻用された裏技である。
なお、前述のようにシンクロナス・モーターは電源周波数により回転速度を決定しているため、日本の関東地方など50Hz圏で正しい音程で使用するには、サイクルチェンジャーの組み込みが必要である。50Hz圏でそのまま使用すると、約短3度音程が低下する。一部の業者では50Hzを60Hzに変換するだけでなく、様々な電源周波数に切り替えることで好みの調に移調できるように製作したものがある。

### トーンホイール・ジェネレーター
ハモンドオルガンのすべての楽音を生み出すのは、上述したとおりトーンホイールと呼ばれる歯車状のパーツである。その縁には正弦波を模した波形が刻まれており、ピックアップとの距離が周期的に変化することによって生じる磁界の変化を音として出力する。エレクトリックギターの弦振動とほぼ同じようなものである。
代表的機種のB-3で91枚が組み込まれている。ペダル鍵盤用の12枚とメインの79枚に分けられ、ペダル用の12枚は低音を聞こえやすくするために正弦波よりも複雑な波形を持っている。それぞれのトーンホイールが生み出した音源信号は、いくつもの系統に分けられて出力される。「上鍵盤のBプリセット用・8'のドローバーに接続される系統」「下鍵盤のA#プリセット用・2'のドローバーに接続され、かつビブラート回路を通る系統」「2ndパーカッションとして出力される系統」といった具合である。このため、トーンホイール・ジェネレーターは非常に複雑な配線がなされている。
各トーンホイールはピックアップとの距離が調整されており、聴感上目立つ高音の出力が低音より抑えられている。それに加え、コンソールモデルでは一度に押されている鍵盤の数、引かれているドローバーの数、演奏される音域に関わらず音量が概ね一定となるように設計されている。これによって主旋律が伴奏に埋もれてしまうことや、多数のドローバーが引かれた際に音量が過大になることを防ぐことができる。これはLoudness Robbingと呼ばれる。
ジェネレーターは機械式であるため、年1回程度、トーンジェネレーターとモーターに専用の潤滑油を注油する必要がある。フェルト製のトーンジェネレーターカバーに数カ所、漏斗に似た形の給油口が取り付けられていて、専用潤滑油を少量入れておけばよい。注がれたオイルを適所に補給するため、ホイールを回転させる歯車やモーターのベアリングに接触するように糸が取り付けられており、オイルが浸透して必要な部分に伝達される。

### ドローバー

ドローバーの配列

ハーモニック・ドローバーは、基本的には9本で構成される、パイプオルガンのストップ（音栓）にあたる操作子である。これを引き出すことで倍音を重ね、オルガンの音を作り上げる。それぞれ音量が0から8までの9段階あり、向こう側に押し込んだ状態（0）では音が出ず、手前にいっぱいに引く（8）と最大音量となる。ドローバーは左から16'（16フィート）・5-1/3'（5と3分の1フィート）・8'・4'・2-2/3'・2'・1-3/5'・1-1/3'・1'となっている（パイプオルガンの、相当するパイプの長さを示す）。このうち8'は「基音」と呼ばれ、この音を中心にドローバーを調整して音色を作り上げていく。白のドローバーは基音およびそれとオクターブの関係にある倍音で、右に行くほどオクターブが上がる。黒のドローバーは基音の第3、第5、第6倍音である。ペダル鍵盤は16'と8'の2本で音色を作る（ペダル専用の倍音を多く持つトーンホイールと通常のトーンホイールを併用している）。5-1/3'のドローバーは8'の左側にあるが、これは8'ではなく16'の整数次倍音（基音の整数倍の高さの音。5-1/3'は16'の第3倍音）だからである。8'を基音とした音に深みを与えたりする場合などに使用される。16'・5-1/3'のドローバーのみ色は茶色になっている。ドローバーの組み合わせをレジストレーションとよび、「88 8000 000」などと表記する。B-3などのコンソールタイプでは上下鍵盤それぞれに9本のセットが二つずつ、ペダル用に2本のセットが一つ設置される。安価かつ小型のスピネットタイプでは上鍵盤に9本のセットが一つ、下鍵盤に7本ないし8本のセットが一つ、ペダル用に1本が設置されている。

### フォールドバック
手鍵盤の16'担当分、最低オクターブは上のオクターブの繰り返しとなる。また、1'の最高オクターブはその下のオクターブの繰り返しとなる。これをフォールドバック（折り返し）という。これは人間の可聴域を超えるトーンホイールを省略しつつ、細くなりがちな高音域の音を太く、過剰に響きがちな低音域を引き締める効果がある。パイプオルガンにも同様の理由で折り返しがある。61鍵の音域で9つの倍音を持たせると単純計算で109枚のトーンホイールを要するはずだが、これにより91枚に留まる（この中には12枚のペダル専用トーンホイールも含まれる）。電子回路を用いたコンボオルガンの多くはフォールドバックを持たなかったため、ハモンドオルガンと電子オルガンを分ける個性とされる。ハモンドでも小型のスピネットオルガンにはフォールドバックは装備されない（しかし、サードパーティーからフォールドバックを追加するキットがオプションとして発売されている）。クローンホイールオルガンでは、ユーザーがフォールドバックの程度を調整できるものもある。

### 多列接点
鍵盤の各キーにはドローバー9本それぞれに対応するスイッチが上下方向、櫛状に並んでおり、キーをゆっくり押し込んでいくと高次倍音から順に発音される（多列接点）。また、これらのスイッチが接触するときの電気的スパークはキークリックと呼ばれる。ハモンドの開発陣はこの音を余計なものとして、6kHz以上の周波数を取り除くフィルターを設置する等して取り除く努力をしたが、後年この音はアタックを強調し打楽器的な演奏をより魅力的なものにするためオルガン奏者から愛され、ハモンドサウンドの特徴の一つとされている。多列接点は1970年代までの電子オルガンではハモンドに限らず採用しているものは多かったが、これは単に当時の技術の限界による設計で、機構の複雑化や重量の増加を招いていたため、1970年代末から1980年代初期を以て淘汰されていった。しかし、単接点鍵盤を持つクローンホイールオルガンは、デジタル・アナログ問わずキークリックを発音するように設計され、多くはクリックの音量も調整できる。ただし単接点では鍵盤の微妙な押し込み具合によるキークリックのばらつき（ゴーストノートを多用する場合、ノリを生み出す要素となる）や多くのドローバーを引き出したレジストレーションを用いて演奏するスローテンポの楽曲におけるハープのような効果を演出することができず、これらを利用するスタイルを持つオルガン奏者にとっては不満が残った。そこで、2003年にハモンド鈴木から発売された「New B-3」では、多列接点もハモンドオルガンの魅力であるとして、デジタル式クローンホイールオルガンで初めて機械式多列接点が採用された（本来は足鍵盤も4列接点だが、これは単接点になっている。アナログ式クローンホイールオルガンについては、フィンランドのウルム社製「HIT Organ」や日本のエース電子工業製の「GT-7」など、多列接点が廃れる以前に設計されたものがある）。

### パーカッション
4'と2-2/3のドローバーに対応する倍音は、スイッチを入れることにより「コン」という減衰音としても出力される。これを「パーカッション」と呼び、B-3以降に開発されたオルガンのほとんどに搭載されている。4'に対応するものが「セカンド（第2倍音）」、2-2/3'に対応するものが「サード（第3倍音）」と表記される。発音はコンデンサに溜められた電力を放出することにより行われる。すべての鍵盤を離すと再充電されるが、一つでも鍵盤を押さえていると電力は放出され続けるため、レガートで演奏する場合にはパーカッションは発音しない。減衰速度、音量は2段階から選択可能で、音量を大きい設定にするとパーカッション音量が少し大きくなるだけでなく、パーカッションを強調するためにオルガントーン音量が3 dBほど低下する。また、バランスよく聴かせるために低音部は大きく、高音部は小さく鳴るように作られ、最低音と最高音で1dB程度の音量差を設けている。パーカッションをonにすると、1'に対応する接点がパーカッション用に充てられるため、1'の倍音は発音しなくなる。また、パーカッションは上鍵盤でのみ発音し、コンソールタイプでは上鍵盤用の2つのドローバーセットのうち右側の音色（プリセット"B"）を選択したときのみ発音する。
B-2/C-2など、パーカッションが装備されないオルガンのために、他のメーカーから後付け用のパーカッション回路も販売されている。セカンド、サード以外の倍音（第5倍音など）も選択可能、かつ、複数のパーカッショントーンをミックスして使えるタイプもある。
ドローバーを全て引っ込めた状態で、パーカッションの音だけを用いてエレクトリックピアノのように演奏することもある。左側のドローバー3本をいっぱいに引き出した音（俗に「下3本」）とサード・パーカッションを組み合わせた音色はジミー・スミスやキース・エマーソンのオルガンスタイルを代表する音色となった。

### コーラスとビブラート
BV/CV以降のコンソール型ハモンドオルガンでは、スキャナービブラートという機構を採用している。コイルのタップ切替による位相変調方式で、円筒の中をプロペラのようなパーツが回転し、周囲に設けられた16個のコイル・タップを切り替えて位相遅れを変更し、周期的に音程を上下させる。B-2/C-2以降のモデルでは、ビブラートを上下の鍵盤それぞれに独立してon/offを設定できる。ビブラート音と原音を混ぜることでコーラス効果も作ることができ、それぞれ3段階の深さがセットされている。なお、L-100などの廉価版（スピネット型）では電子回路（フェイズシフター）を用いたビブラートユニットが装備されているが、音の厚みは劣る。ちなみに最初の製品「モデルA」ではトレモロを内蔵していた。次に開発された「モデルBC」では大型のコーラスジェネレーターが内蔵されていた（モデルBCのコーラス無しのモデルがBキャビネットを使用した最初の製品「モデルAB」である）。

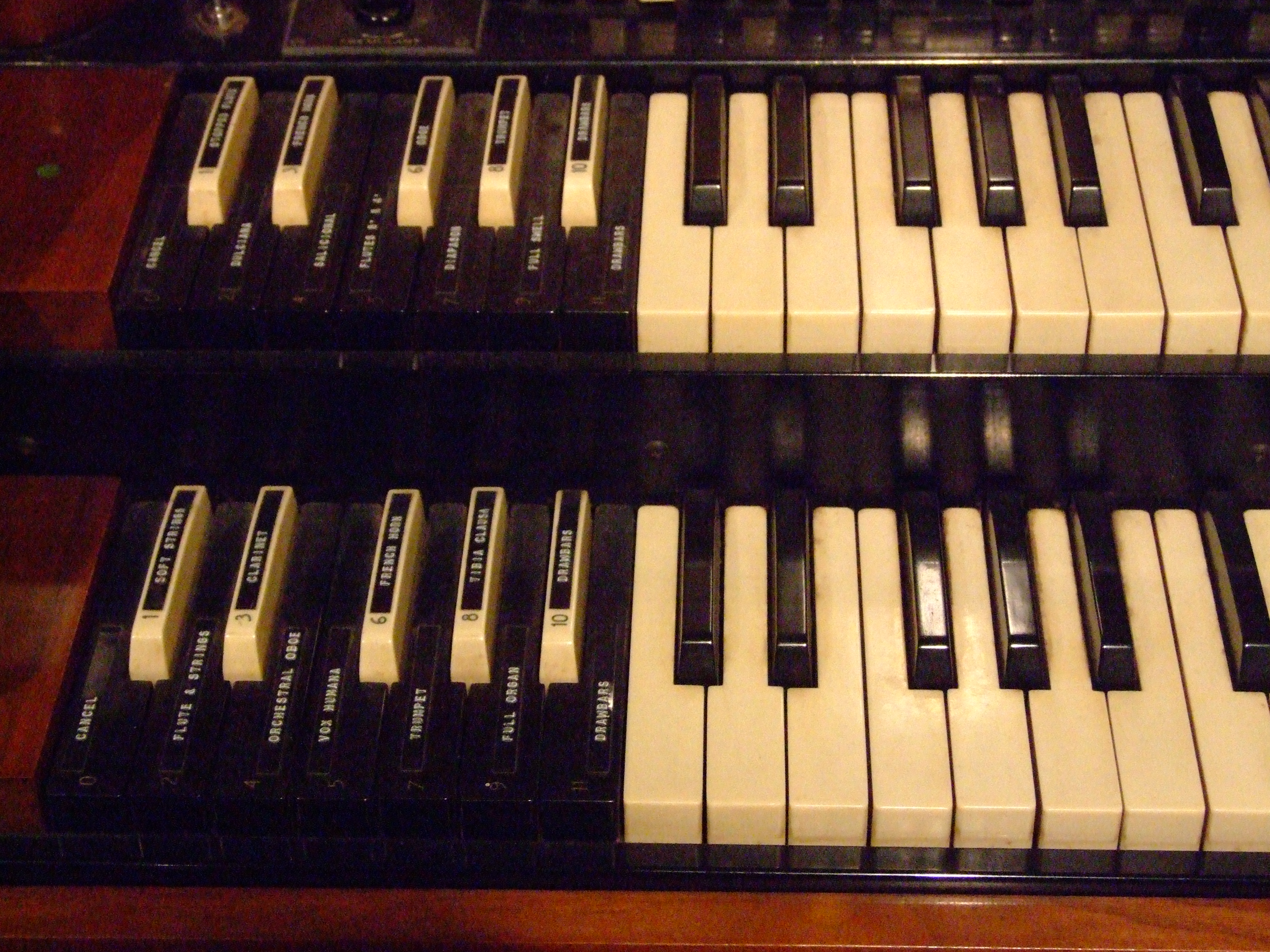
プリセット・キー

### プリセット
B-3などの上位機種では、上下の鍵盤の左端に白黒反転カラーの鍵盤が装備されているが、これはドローバーで生成した音色およびプリセットの選択スイッチになっていて、押し込むと下がったままになる。上下鍵盤用にそれぞれ2セットずつ装備されたドローバーの音色はBおよびA♯のスイッチで選択できる。2つ以上のスイッチを同時に押すと、両方を組み合わせた音色になる（例：88 8000 000+00 8444 200=88 8444 200）。Cスイッチはキャンセルキーで、これを押すと選択されていたスイッチは解放され、音が出なくなる。なお、前述したパーカッションは上鍵盤のBスイッチの音色にだけ作動する。また、右手で鍵盤を押さえておいて、左手でCスイッチを押しながら残りのプリセットキーをランダムに押すことで倍音構成を次々に変化させる特殊奏法がある。なお、L-100など安価なスピネットタイプでは鍵盤上に舌のように突き出たスイッチ群の中にプリセットを選択する機能が割り当てられている（プリセットは下鍵盤に1つか2つ、上鍵盤に4つ。パーカッションは上鍵盤でドローバー音色を選んだ際に有効になる）。

## 代表的なハモンド・トーンホイールオルガン

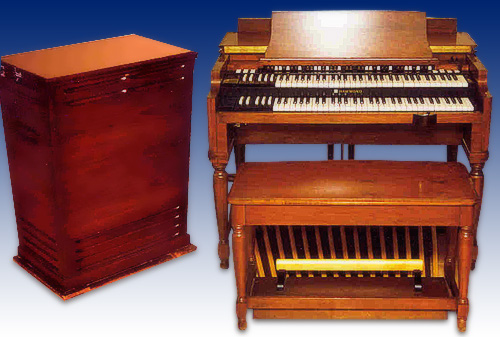
B-3 (左はレスリー)

### B-3
200種類以上あるといわれているハモンドオルガンの中で、代表的かつ最も人気のある機種。最初のハモンドオルガン「モデルA」から採用されている、演奏者の足が見えるように作られた四足の外観が特徴（ただし、B-3に用いられるBキャビネットは当初大型のコーラスジェネレーターを採用した「モデルBC」として開発されたため、Aキャビネットより大型）。このモデル以降パーカッションが装備される。ほとんどのジャズオルガン奏者やポピュラーバンドに使われており、ユーザーは枚挙に暇が無い。ハモンドNew B-3やローランドVK-88などといった、現在製造されているオルガンは外見的にB-3を意識しているものが多い。ロックコンサートで使用するために、鍵盤およびメカニズムを取り出し、軽量で簡素な筐体に内蔵する改造もよく行われた（以下、RT-3まで、この改造モデルのベースとしてよく使われた。これらをHammond Chop(s)と呼ぶ）。

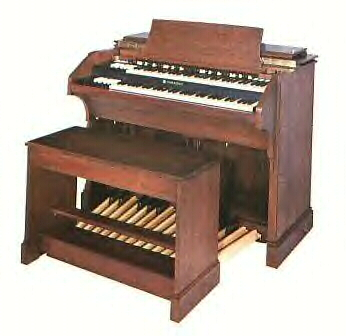
C3

### C-3
B-3と並んで有名なものはC-3。チャーチモデルと呼ばれるC-3は音源部分はB-3と同一だが、教会のパイプオルガンの演奏台に似た筐体を持つ（このタイプが作られた理由は「教会で使用するため」とも「スカートをはいた女性が演奏しやすくするため」ともいわれている）。筐体以外の音源部分・鍵盤部分はB-3と同一である。外観には3種類あり、アメリカ製のものは彫刻が多く施された豪華な初期型と、筐体上部の彫刻が省略された1958年以降のものがある。イギリス製は1965年以降、彫刻を省略して側面が平らで全体的に鋭角的な外観の筐体となった。また、イギリスの工場ではC-3とA-100がB-3よりも多く生産されたため、イギリスの市場では新品のB-3は高価・希少となった。このためミュージシャンは同一機能を持ち、入手しやすいC-3を多く買い求めることになった。そのためディープ・パープルのジョン・ロードや、ELPのキース・エマーソン、イエスのリック・ウェイクマンなど、主にイギリスのロックオルガニストがC-3ユーザーとして有名になった。一部のロックミュージシャンはオルガンを改造した。よく行われたのは筐体を上下に分割することとスプリングリバーブの内蔵である。ジョン・ロードはさらにRMIエレクトラピアノを組み込んで、オルガントーンと組み合わせて使用できるようにした。4本足のB-3と比べて鍵盤部が前にせり出したC-3は揺れに不安定であり、オルガンを揺さぶってリバーブに衝撃を与えてノイズを出すパフォーマンスが行いやすかった。

### A-100シリーズ
B-3/C-3のバリエーションで、家庭用に作られたもの。「A」と銘打たれているが、最初の製品「モデルA」の直接発展したものではない。音源部分はB-3と同一であるが、筐体は前後幅が短縮されたスリムなものとなった。本来B-3やC-3でもビブラートユニットの小型化により前後幅の短縮は可能になっているのだが、筐体の小型化は新設計のこのモデルにおいてようやくなされた。鍵盤の蓋は省略され、B-3やC-3とは異なるタイプの譜面台を持つ。設置スペースを省くためにスピーカーとスプリングリバーブを装備。猫足の優雅な外観を持つA-102やC-3と同一筐体を使用するA-105などのバリエーションがある。前後幅の短縮ゆえ、オルガンの上に他の鍵盤楽器を載せることが多いロックバンドではあまり使われず、内蔵スピーカーを装備しているため重く、ジャズでの使用例も少ない。そのためか、Hammond Chopの材料や、B-3の部品取り用に使われることが多かった。現在はそのデザインが再評価されている。なお、イギリスでは需要があったようで、アメリカで1964年に生産中止となって以降も、1975年のトーンホイール廃止まで生産された。ジャズオルガニストの河合代介はスピーカーを取り外し、レスリースピーカー用のジャックを追加したものを使用している。

### RT-3
C-3のバリエーションで、コンサートモデルと呼ばれるカテゴリーに属する。足鍵盤が25鍵からアメリカン・ギルド・オブ・オルガニスツ（AGO、英語版）準拠の32鍵（Cから2オクターブ上のGまで）に拡張され、ペダルドローバーの音に重ねてパイプオルガン並みの重低音を実現するために真空管式の発振器を装備した。このため、横幅は高音側が15cmほど大きい。このモデルの筐体もC-3同様のバリエーション（初期・後期・イギリス製）がある。スピーカー内蔵タイプとしてD-100シリーズがある。中でもD-152はアビー・ロード・スタジオにも設置され、ビートルズやピンク・フロイドのレコーディングでも使用された。

### M-3およびM-100シリーズ
以下は上記までのコンソールモデルと比べて小型かつ安価なモデルで、スピネットモデルという分類に入る。スピネットモデルは内蔵スピーカーを備え、上下鍵盤は各々44鍵で下鍵盤は低音側、上鍵盤は高音側にオフセットされている。フォールドバックを持たないため高音域の音が薄い。また手鍵盤用の低音域トーンホイールを持たない（ドローバーも下鍵盤用は16'と5-1/3'を欠く）ためコンソールモデルと違い下鍵盤でベースラインを弾けないという特徴がある。足鍵盤用ドローバーは16'が1本のみである。
M-3は最初のスピネットオルガン"M型"の改良型であり、ブッカー・T・ジョーンズが使用していたことで有名。鍵盤やスイッチ類はB-3と同じもの（ウォーターフォール型鍵盤、タブレットスイッチ）を装備。M-3までのモデルはリバーブおよびプリセットを持たない（M-100以降で採用）。特徴的な機能として、エクスプレッションペダル左側にペダル鍵盤のサステインスイッチを持つ（この機能を持たせるためにペダルドローバーにはコンデンサーが接続されている。M-100以降では廃止）。またペダル鍵盤はCからBまでの12鍵（M-100以降で13鍵に改良される）。M-100以降のM型は他のスピネットタイプと同様の仕様（ダイビングボード型鍵盤、フリップスイッチ）になる。M型全体での特徴は、下鍵盤のドローバーセットにL型以降のスピネット同様の7本（16'と5-1/3'を欠く）に加えて1本で24度（第10倍音）と26度（第12倍音）の音程を同時にコントロールするもの（合計8本）を持つことと、B-3同様のスキャナービブラートを装備していることである。M-100シリーズはジョン・ポール・ジョーンズがレッド・ツェッペリンの1枚目のアルバムで使用したほか、プロコル・ハルムでマシュー・フィッシャーがM-102を使用した例が有名。スピネット第1世代のM型は1960年代から第2世代のL型に交代していった。

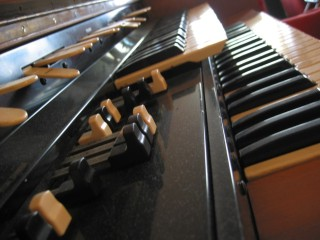
L-100 (鍵盤部)

### L-100シリーズ
M-100シリーズの改良型。キークリックを特に抑制するため、高音域の出力を上げたうえでフィルターを用いて高音域を削る設計になっている（上述したように、キークリックは当時、ハモンドオルガン・カンパニーのスタッフおよび教会オルガン奏者にとっては邪魔なものであった。B-3などでも6kHz以上の周波数をカットするように設計されている）。下鍵盤のドローバーの数は7本と少なくなっている（Mシリーズまでの「下鍵盤用の8本目のドローバー」は廃止された）。ペダル用ドローバーはMシリーズ同様の1本。プリセットは上鍵盤に4つ、下鍵盤に1つ。ビブラート回路は簡単なものに置き換えられ、2段階に切り替え可能なスプリングリバーブとスピーカーを内蔵。プリセットやビブラート、リバーブはコンソール型で見られるロッカースイッチではなく、舌型のフリップスイッチで選択する。キース・エマーソンが、有名なナイフを刺して馬乗りになるなどの破壊行為を行ったのはこのオルガンである（スピーカーがあることでフィードバックノイズを作りやすいうえに小型・軽量であるためにステージを引きずり回すのに好都合だった）。その他、イエスの初代オルガニストトニー・ケイらが使用していた。スピーカーと木製の筐体を取り払った「Porta-B」というモデルもある。脚や筐体の仕様の違いでL-112などのバリエーションあり。L-200シリーズはロータリースピーカーを内蔵している。

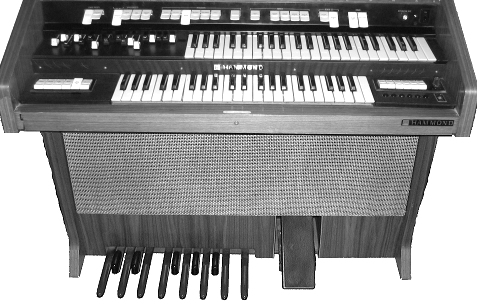
TR-200 (T-200派生)

### T-100シリーズ
L型の発展型。プリアンプはトランジスタ式となり、リズムボックスを内蔵している。ジェネシスのトニー・バンクスが数少ない有名な使用例。脚や筐体の仕様の違いでT-112などのバリエーションあり。T-200シリーズはロータリースピーカーを内蔵している。1975年のトーンホイール・ジェネレーター廃止まで生産された。

## 日本での普及
- ハモンドオルガンの当初の日本での販売代理店は、メンタームで知られる近江兄弟社であった。創業者のW・M・ヴォーリズはキリスト教伝道師としてオルガン奏者でもあったが、日本の教会では明治時代から小型のリードオルガンが普及しており、販売は難航した[5]。
- 1967年にエース電子工業が販売権を譲り受け、さらに翌年米国ハモンド社との合弁でハモンド・インターナショナル・ジャパンが設立される。同社代表の梯郁太郎は1972年に電子楽器メーカーローランドを創業した[5]。
- 旧後楽園球場では1970年代から1980年代後半にかけてハモンドオルガンが設置され、女性演奏者がプロ野球の試合前や攻守交替時に軽快なオルガンの演奏を行っていた。現在はメットライフドームでのみハモンドオルガンの音色を[6]NPB試合中の攻守交代時に聴くことができる。
- ハモンドスズキが販売する最新のクローンホイールによる電子オルガンは、XK-5[7]で、上鍵盤とパネルのみのXK-5、XK-5専用の下鍵盤のXLK-5、専用のスタンド、椅子、ペダル鍵盤がそれぞれ、木製の重厚なタイプと金属製の可搬性に優れたタイプに分かれて「コンボオルガンシステム」としてセット販売されている。

## 代表的な奏者
- チェスター・トンプソン（タワー・オブ・パワー）
- ジミー・スミス（ジャズ）
- ブッカー・T・ジョーンズ (元ブッカー・T&ザ・MG's)
- アラン・プライス（元アニマルズ）
- アル・クーパー
- ミルト・バックナー
- オーデル・ブラウン
- ドン・パターソン
- ブライアン・オーガー
- ジョニー・ハモンド・スミス
- チャールズ・カイナード
- フレディ・ローチ (オルガニスト)（英語版）
- チャールズ・アーランド
- マシュー・フィッシャー（プロコル・ハルム）
- ビッグ・ジョン・パットン（ジャズ）
- ケン・ヘンズレー（ユーライア・ヒープ）
- リチャード・ティー
- ジョン・ロード（ディープ・パープル）
- スプーナー・オールダム（フェイム・スタジオ）
- ロニー・スミス（オルガン・ジャズ）
- ブラザー・ジャック・マクダフ（ジャズ）
- ベイビー・フェイス・ウィレット（ジャズ）
- ジミー・マクグリフ（ジャズ）
- リチャード・グルーブ・ホルムズ（ジャズ）
- スティーヴ・ウィンウッド
- デイブ・グリーンフィールド（ストラングラーズ）
- トニー・ケイ（イエス）
- トニー・バンクス（ジェネシス）
- ドン・エイリー（ディープ・パープル）
- ジョーイ・デフランセスコ
- ジョン・メデスキ
- ジョン・ポール・ジョーンズ（レッド・ツェッペリン）
- キース・エマーソン（エマーソン・レイク・アンド・パーマー）
- リック・ウェイクマン（イエス）
- ラリー・ゴールディングス
- ラリー・ヤング（ジャズ）
- ワルター・ワンダレイ（ジャズ、ボサノヴァ）
- 小曽根実
- 小曽根真
- KANKAWA
- 大野克夫
- ミッキー吉野（ゴダイゴ）
- サイトウ“JxJx”ジュン（YOUR SONG IS GOOD）
- 古井弘人（GARNET CROW）
- 河野伸
- 増田隆宣
- 坂本龍一
- 小野みどり
- 小室哲哉
- 浅倉大介（access）
- 河合代介
- 金子雄太
- 大髙清美
- ジョージ紫（紫）
- 敦賀明子
- 田代ユリ
- 橋本有津子（Atsuko Hashimoto：英語）[:en]
- 須藤賢一
- 前田憲男
- 古関裕而[8]